# Alvorada do Sul
Alvorada do Sul este un oraș în Paraná (PR), Brazilia.